# Kurzkehrtwendung
Die Kurzkehrtwendung ist eine Lektion beim Dressurreiten, bei der das Pferd um 180 Grad gewendet wird. 
Es ist eine Hinterhandwendung in der Bewegung, ohne zu halten, aus dem Mittelschritt oder Trab heraus im Schritt ausgeführt. Das Pferd tritt mit den Hinterbeinen in einem möglichst kleinen Kreis, dessen Mittelpunkt ganz nahe am inneren Hinterbein ist. Die Vorderbeine treten seitwärts, sich kreuzend in einem halben Kreis herum. Die Hinterbeine sollen sich nicht kreuzen (bis auf den letzten Beistell-Schritt), sondern im Takt jeweils in einem engen Kreis treten, insbesondere das innere Bein; es darf nicht einfach in ständigem Bodenkontakt stehend gedreht werden. 